# Серогодский, Михаил Николаевич
Михаил Николаевич Серогодский (1922—1989) — подполковник Советской Армии, участник Великой Отечественной войны, Герой Советского Союза (1944).

## Биография
Родился 14 ноября 1922 года в деревне Макарово (ныне — Солигаличский район Костромской области).
После окончания семи классов школы и школы фабрично-заводского ученичества в Ленинграде работал слесарем на заводе «Красный треугольник». В сентябре 1941 года Серогодский был призван на службу в Рабоче-крестьянскую Красную Армию. В 1942 году он окончил Пуховичское пехотное училище. С августа того же года — на фронтах Великой Отечественной войны.
К марту 1944 года гвардии старший лейтенант Михаил Серогодский командовал 2-й ротой 9-го отдельного гвардейского пулемётно-артиллерийского батальона 1-го гвардейского укрепрайона 28-й армии 3-го Украинского фронта. Отличился во время освобождения Николаева. 16 марта 1944 года рота Серогодского успешно отразила шесть немецких контратак, уничтожив около 200 солдат и офицеров противника. 24 марта 1945 года в ходе боёв у села Широкая Балка (ныне — в черте Николаева) она пробралась во вражеский тыл и захватила немецкую траншею. В том бою Серогодский получил ранение, но продолжал сражаться.
Указом Президиума Верховного Совета СССР от 3 июня 1944 года за «образцовое выполнение боевых заданий командования на фронте борьбы с немецкими захватчиками и проявленные при этом отвагу и геройство» гвардии старший лейтенант Михаил Серогодский был удостоен высокого звания Героя Советского Союза с вручением ордена Ленина и медали «Золотая Звезда» за номером 3441.
После окончания войны Серогодский продолжил службу в Советской Армии. В 1973 году в звании подполковника он был уволен в запас. Проживал и работал в Оренбурге.
Скончался 24 апреля 1989 года. Похоронен на кладбищенском комплексе «Степной-1».
Был также награждён двумя орденами Отечественной войны 1-й степени, орденом Красной Звезды и рядом медалей.